# Desenvolupament del cos humà
El desenvolupament del cos humà és el procés de creixement a maduresa. El procés comença amb la fertilització, on un ou alliberat de l'ovari d'una femella és penetrat per una cèl·lula d'esperma d'un home. El zigot resultant es desenvolupa a través d'un procés de mitosi i diferenciació cel·lular, i l'embrió resultant s'implanta a l'úter, on l'embrió continua el desenvolupament a través d'una etapa fetal fins alnaixement. El desenvolupament i creixement continua després del naixement, i inclou el desenvolupament físic i psicològic, influenciat pel contingut genètic, hormonal, mediambiental i d'altres factors. Això continua durant tota la vida: de la infantesa i adolescència a l'adultesa.

## Abans del naixement
El desenvolupament abans que naixement, o desenvolupament prenatal és el procés pel qual un zigot, i més tard un embrió i llavors un fetus es desenvolupa durant la gestació. El desenvolupament prenatal s'inicia amb la fertilització i la formació del zigot, és la primera etapa del desenvolupament embrionari que continua en el desenvolupament fetal que conclou al naixement.

### Fertilització

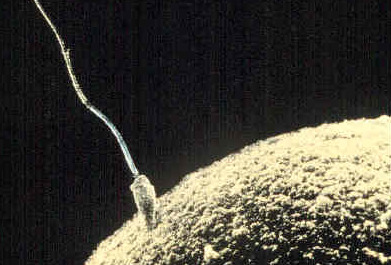
Esperma fertilitzant un ou.

La fertilització ocorre quan l'esperma entra amb èxit a la membrana de l'òvol. Els cromosomes de l'esperma passen a l'ou per formar un genoma únic. L'ou esdevé un zigot i l'etapa germinal de desenvolupament embrionari comença. L'etapa germinal està relacionada amb el temps de fertilització, a través del desenvolupament de l'embrió primerenc, i fins que arriba la implantació. L'etapa germinal té una durada de més de 10 dies de gestació.
El zigot conté complement complert de material genètic, amb totes les característiques biològiques d'un ésser humà únic, i es desenvolupa a l'embrió. Breument, el desenvolupament embrionari té quatre etapes: l'etapa de mòrula, l'etapa de blàstula, l'etapa de gàstrula, i l'etapa de nèurula. Abans de la implantació, l'embrió roman en una closca de proteïna, el zona pellucida, i experimenta una sèrie de divisions ràpides de cèl·lules mitòtiques anomenades segmentació. Una setmana després de la fertilització l'embrió encara no ha crescut de mida, però ha passat de la zona pellucida a adherir-se a l'úter. Això porta a una reacció decidual, on les cèl·lules uterines proliferen i envolten l'embrió perquè aquest quedi enganxat dins del teixit uterí. L'embrió, mentrestant, prolifera i es desenvolupa tant dins com fora del teixit embrionari, formant les membranes fetals i la placenta. En els éssers humans, l'embrió s'anomena fetus en les etapes més tardanes del desenvolupament prenatal. La transició de l'embrió al fetus està arbitràriament definit en les vuit setmanes després de la fertilització. En comparació amb l'embrió, el fetus té més característiques que es poden reconèixer externament i un conjunt d'òrgans interns que es desenvolupen progressivament. Un procés gairebé idèntic ocorre en altres espècies.

### Desenvolupament embrionari
El desenvolupament embrionari humà es refereix al desenvolupament i formació de l'embrió humà. És caracteritzat pel procés de divisió cel·lular i diferenciació cel·lular de l'embrió, el que passadurant les etapes primerenques de desenvolupament. En termes biològics, el desenvolupament humà es refereix al creixement d'una cèl·lula de zigot fins a esdevenir un ésser humà d'adult. La fertilització ocorre quan la cèl·lula d'esperma entra amb èxit i es fusiona amb una cèl·lula de l'òvul. El material genètic de l'esperma i l'ou llavors combinen per formar una cèl·lula sola anomenada zigot i comença l'etapa germinal del desenvolupament prenatal. L'etapa embrionària cobreix les primeres vuit setmanes de desenvolupament; a principis de la novena setmana l'embrió s'anomena fetus.
L'etapa germinal es refereix al temps de fertilització a través del desenvolupament de l'embrió primerenc fins que la implantació és completada en l'úter. L'etapa germinal dura uns 10 dies. Durant aquesta etapa, el zigot es comença a dividir, en un procés anomenat segmentació. Llavors es forma un blastocist i s'implata a l'úter. El desenvolupament embrionari continua amb l'etapa de gastrulació, quan les tres capes germinatives de la formació de l'embrió en el procés anomenat histogènesi, i els processos de neurulació i organogènesi.
En comparació amb l'embrió, el fetus té més característiques que el permeten reconèixer externament i un conjunt més complet d'òrgans en desenvolupament. El procés sencer de desenvolupament embrionari implica canvis espacials i temporals en l'expressió de gen, creixement de la cèl·lula i diferenciació cel·lular. Un procés gairebé idèntic ocorre en altres espècies, especialment entre cordats.

### Desenvolupament fetal
Un fetus és una etapa en el desenvolupament humà que es considera que comença nou setmanes després que fertilització. En termes biològics, tanmateix, el desenvolupament prenatal és un continu, amb molts trets característics que permeten distingit un embrió d'un fetus. Un fetus també es caracteritza per la presència d'un conjunt important d'òrgans, encara que no estan plenament desenvolupats ni són funcionals, i encar ano estan situats en la seva ubicació final.

Etapes en el desenvolupament prenatal

### Influències maternes
El fetus i l'embrió es desenvolupen dins de l'úter, un òrgan que està dins de la pelvis de la mare. El procés que la mare experimenta portant el fetus o l'embrió s'anomena embaràs. La placenta connecta el fetus en desenvolupament a la paret uterina per permetre la nutrició, la regulació de la temperatura, l'eliminació de residus, i el canvi de gasos a través del subministrament de sang de la mare; per lluitar contra les infeccions internes; i per produir hormones que donen suport a l'embaràs. La placenta proporciona oxigen i nutrients que fan créixer fetus i treu productes de residus de la sang del fetus. La placenta subjecta a la paret de l'úter, i el cordó umbilical del fetus es desenvolupa de la placenta. Aquests òrgans connecten la mare i el fetus. Les placentes són una característica que defineix als mamífers, però també es troben als marsupials i alguns no-mamífers amb nivells variables de desenvolupament. L'homologia d'aquestes estructures en diversos organismes vivípars és discutible, i en invertebrats com els artròpodes, són anàlegs en els millors dels casos.

## Després del naixement

### Infància i infantesa
La infantesa és l'edat que va del naixement a adolescència. En psicologia del desenvolupament, la infantesa es divideix en les etapes del desenvolupament de l'aprenentatge de caminar, la infantesa primerenca o edat de jugar, la infantesa del mig o l'edat escolar i l'adolescència o pubertat. Diversos factors de la infantesa podrien afectar la formació de l'actitud d'una persona.
- Prepubertat
  - Neonat o nadó
  - Infant (criatura)
  - Bebé
  - Edat del joc
  - Edat escolar elemental, pot coincidir amb preadolescence

Esbós aproximat dels períodes de desenvolupament dins desenvolupament de nen.

L'Escala de Tanner jutja l'edat d'un nadó a través del desenvolupament físic. Les xifres es corresponen a anys.
| Noies | Nois |
| --- | --- |
| - Telarquia (Desenvolupament de pit) 11 anys (8–13) - Pubarquia (Cabell púbic) 11y (8.5–13.5) - Embranzida de creixement 11.25y (10–12.5) - Menarquia (primer menstrual hemorràgia) 12.5 (10.5–14.5) - Surt la dent del seny 15 (14-17) - Alçada d'adult va assolir 15y (14–17) | - Gonadarche (Creixement testicular) 12 (10–14) - Pubarquia (Cabell púbic) 12 (10–14) - Embranzida de creixement 13 (11–18.5) - Espermarquia (Primer ejaculació) 13.5 (11.5–15.5) - Surt la dent del seny 17 (15-19) - Conclusió de creixement 17 (15–19) |

### Pubertat
La pubertat és el procés de canvis físics del cos d'un nadó que arriba a tenir un cos d'adult capaç de la reproducció sexual. S'inicia a través de senyals hormonals que van del cervell a les gònades: els ovaris en una noia, el testicles en un noi. Segons la resposta als senyals, les gònades produeixen hormones que estimulen la libido i el creixement, la funció, i la transformació del cervell, els ossos, els músculs, la sang, la pell, el cabell, els pits, i els òrgans sexuals. L'alçada física —altura i pes— s'accelera en la primera meitat de pubertat i és completat quan un cos d'adult ha estat desenvolupat. Fins a la maduració de les seves respectives capacitats, les diferències físiques de la pre-pubertat entre els nois i les noies són els òrgans sexuals externs.
De mitjana, les noies comencen la pubertat al voltant dels 10 o 11 anys i l'han desenvolupat entre els 15 i 17 anys; mentre que els nois comencen al voltant dels 11 o 12 anys i arriben a l'etapa final als 16 o 17 anys. El moment més destacat de la pubertat de les noies és la menarquia, l'inici de la menstruació, que ocorre de mitjana entre els 12 i 13 anys; i en els homes, és la primera ejaculació, que ocorre de mitjana als 13 anys. En el segle XXI, l'edat mitjana dels joves, especialment les noies, en assolir la pubertat és més baixa comparada amb el segle xix, quan era als 15 anys per a les noies i als 16 anys pels nois. Això pot ser a causa de diversos factors, com la millora de la nutrició que afavoreix el creixement més ràpid del cos, l'increment del pes i la grassa, o l'exposició a disruptors endocrins com xenoestrogens, que poden ser provocats pel consum alimentari o altres factors mediambientals. La pubertat que comença aviat s'anomena precoç, i la pubertat que comença més tard s'anomena retardada.

### Adultesa
Biològicament, un adult és un humà o un altre organisme que ha assolit maduresa sexual. En el context humà, l'adult a més té un significat relacionat amb conceptes socials i legals. Per contrast a un "menor", un adult legal és una persona que ha assolit l'edat de majoria i és per això considerat tan independent, autosuficient, i responsable. L'edat típica d'assolir l'adultesa és als 18 anys, tot i que la definició pot variar per país i legislació.
L'adultesa humana s'acompassa amb el desenvolupament adult psicològic. Les definicions d'adultesa són sovint inconsistents i contradictòries; una persona pot ser biològicament una adulta, i tenir comportament d'adult però ser tractada com un nen si no té la majoria d'edat. Per contra, un adult legal pot no tenir la maduresa i responsabilitat que defineixun adult, i és que el desenvolupament mental i físic i la maduresa d'un individu pot estar molt condicionada per les circumstàncies.